# Earl av Avon

Heraldiskt vapen för Earl Avon

Earl av Avon var en adelstitel i Storbritannien. Den kreerades 1961 för den tidigare konservativa premiärministern Sir Anthony Eden, tillsammans med undertiteln Viscount Eden, av Royal Leamington Spa i grevskapet Warwick, även det som adelstitel i Storbritannien. Titlarna dog ut när hans ende överlevande son Nicholas, den andre earlen, dog 1985.
Eden var medlem av den framstående Eden-familjen. Han var den tredje sonen till Sir William Eden, 7:e baronet av West Auckland och 5:e baronet av Maryland. Edens brorson var den konservative politikern John Benedict Eden, baron Eden av Winton. Edens farfars farfars far Sir Robert Eden, 1:e baronet, av Maryland, var äldre bror till William Eden, 1:e baron Auckland, och Morton Eden, 1:e baron Henley.

## Earler av Avon (1961)
- Anthony Eden, 1:e earl av Avon (1897–1977)
- Nicholas Eden, 2:e earl av Avon (1930–1985)